# Realm of Satan
«Realm of Satan» (досл.: «Царство Сатаны») — американский документальный фильм, снятый режиссёром Скоттом Каммингсом в 2024 году. Мировая премьера фильма состоялась 21 января 2024 года на кинофестивале «Сандэнс».

## Сюжет
Фильм исследует сатанизм — религию, возникшую 50 лет назад, прославляющую индивидуализм и физические желания человека. В фильме предлается заглянуть в повседневную жизнь и ритуалы современных сатанистов, демонстрируя их поклонение Сатане как символической фигуре.

## В ролях
- Бланш Бартон — Бланш Бартон
- Питер Гилмор — Питер Гилмор
- Пегги Надрамиа — Пегги Надрамиа
- Дэниэл Берд — Дэниэл Берд
- Лилин Лэйс — женщина в коробке

## Критика
Дуглас Дэвидсон в своём обзоре, опубликованном на сайте Elements of Madness оценил фильм в 3 звезды из 5 и сказал, что «Скотт Каммингс запечатлевает всё, что происходит в кадре: песни, танцы, представления, различные ритуалы и повседневную деятельность сатанистов. Фильм снят естественно, ведь иногда персонажи смотрят в объектив камеры, а иногда нет, но в фильме не говорится, кто есть кто и каково их отношение друг к другу. Каммингс основывает весь фильм только на отдельных моментах, слабо переплетённых друг с другом посредством хорошего монтажа и постнановки, к тому же очень трудно понять, что в фильме правда, а что — ложь».